# 串原発電所
串原発電所（くしはらはつでんしょ）は、かつて岐阜県恵那市串原（旧：恵那郡串原村字釜井）に存在した水力発電所である。矢作川本川に位置し、1920年（大正9年）から1968年（昭和43年）にかけて運転された。
大同電力の前身木曽電気興業が建設。大同電力・日本発送電を経て中部電力に引き継がれ、廃止まで同社に属した。廃止は矢作ダム建設（1970年竣工）に伴うもので、発電所跡は大部分が矢作ダム貯水池に水没している。

## 歴史

### 仮発電所建設
串原発電所は第一次世界大戦を背景とした大戦景気による、急激な電力需要増加に対処するために建設された。発電力の増強を急ぐため、1921年の本発電所完成を待たずに1918年（大正7年）仮発電所が竣工している。ここではこの仮発電所についてまず記述する。
串原仮発電所の建設を手掛けたのは、明治・大正期における名古屋市の電力会社名古屋電灯である。同社は他の事業者が有利な地点ではないとして出願していなかった矢作川上流部の串原地点に目をつけ、1915年（大正4年）9月にその水利権を出願した。当初計画では取水堰・取水口を串原村字森上に、発電所を段戸川合流点の上流にあたる同村字釜井に置き約4,600キロワットを発電する計画であったが、その後の設計見直しで取水堰・取水口がやや上流へ、発電所が段戸川合流点の下流側へとそれぞれ移され、有効落差を増加させて有利な発電地点に改められた。

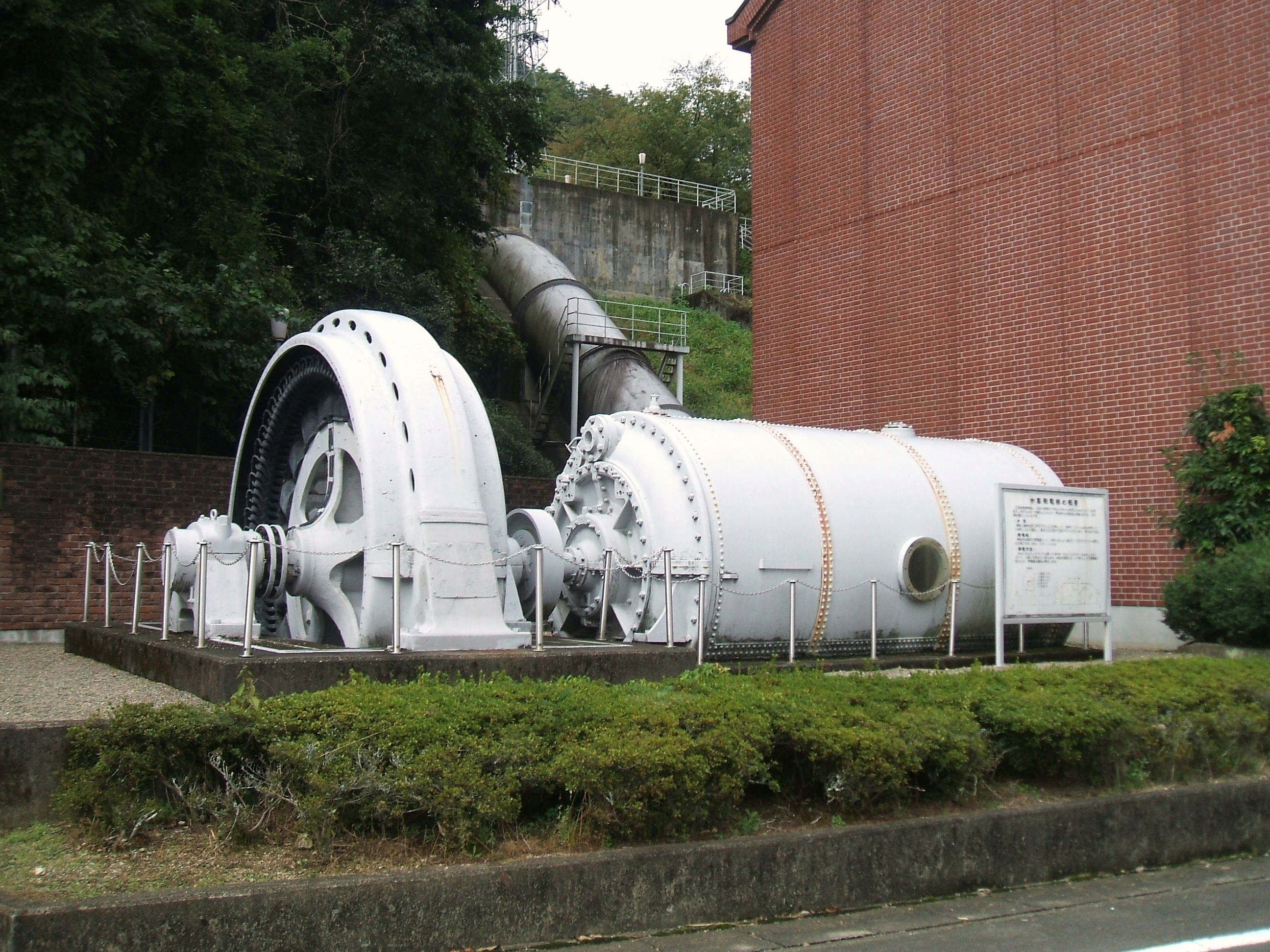
1910年から1980年まで運転された長良川発電所旧発電機。フォイト・シーメンス製。

1917年（大正6年）2月から3月にかけて、名古屋電灯では水利権申請中の串原地点について、上半分の水路工事を急いで串原村字相走に出力2,000キロワットの臨時発電所を設置するとして当局へ許認可を申請した。当時、名古屋電灯では大戦景気による需要急増によって供給力が不足する状態で、木曽川の賤母発電所や熱田火力発電所の新増設を計画していたものの、大戦のため設備の速やかな輸入は困難になっていた。そこで既設長良川発電所の予備水車発電機1台を活用し、臨時発電所を急設して逼迫する需給を緩和する計画を立てたのである。同年5月、水利権許可をまだ得ていないにもかかわらず工事を急ぐため着工。2度にわたり岐阜県から工事中止命令を受けるものの9月には水利権が許可され、水路工事の実施認可も取得して工事を継続した。
着工から11か月後の1918年4月18日に串原仮発電所は竣工、同年6月4日に逓信省より仮使用認可を得て運転を開始した。

### 本発電所建設
仮発電所完成後、1918年9月に名古屋電灯から開発部門が木曽電気製鉄（後の木曽電気興業）として独立したのに従い、仮発電所ならびに本発電所の建設も同社へと移管された。同社は2年半後の1921年（大正10年）2月、合併によって大同電力となっている。
仮発電所に続く本発電所の計画は工事中から進められ、1918年5月に逓信省へ出願された。工事のうち、仮発電所水槽から本発電所まで水路を延長する工事は1918年9月に県へ出願後、同年12月にまたしても認可を得る前に着手されている。発電所建屋の建設が予定より遅れたため設備の据付工事も遅延し、1920年（大正9年）12月にようやく発電機1台の据付が完了した。もう1台の発電機据付工事は運搬中に水車が破損したため遅延し、翌1921年2月の大同電力発足後に竣工している。先に竣工した1台分について、先に逓信省より仮使用認可を得て1920年12月21日より運転を開始し、遅れて竣工した分についても1921年2月18日に仮使用認可を得た。
本発電所の運転開始に伴い仮発電所は役目を終え、1921年3月1日付で廃止された。

### 建設後の推移と廃止

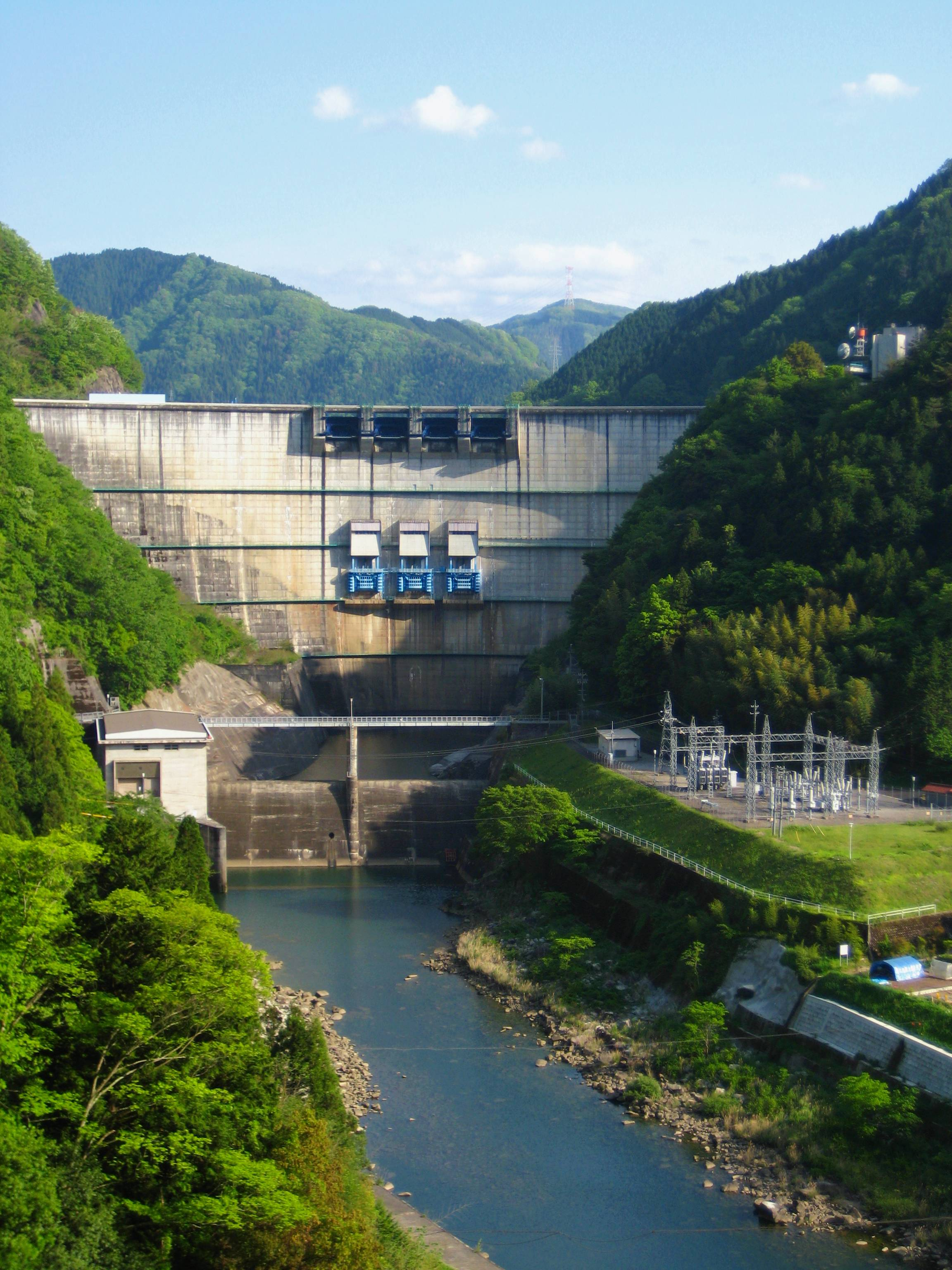
矢作ダム

1917年9月に水利権許可を得た時点での串原発電所の使用水量は400立方尺毎秒（11.13立方メートル毎秒）であり、1921年に竣工した（本）発電所の出力は5,720キロワットであった。その後設備能力に余裕があるとして水量増加が申請され、1935年（昭和10年）7月に使用水量を415立方尺毎秒（11.55立方メートル毎秒）とする許可を得た。この取水増加に伴い、1938年（昭和13年）8月に発電所出力は5,720キロワットから6,240キロワットへ引き上げられている。
1939年（昭和14年）4月1日、電力国家管理の担い手として国策電力会社日本発送電が設立された。同社設立に関係して、大同電力は「電力管理に伴う社債処理に関する法律」第4条・第5条の適用による日本発送電への社債元利支払い義務継承ならびに社債担保電力設備（工場財団所属電力設備）の強制買収を前年12月に政府より通知される。買収対象には串原発電所を含む14か所の水力発電所が含まれており、これらは日本発送電設立の同日に同社へと継承された。
太平洋戦争後、1951年（昭和26年）5月1日実施の電気事業再編成では、日本発送電から中部電力へと譲渡された。出力は6,240キロワットのままである。
1970年（昭和45年）、建設省（現・国土交通省）により多目的ダムとして矢作川本川に矢作ダムが建設された。この矢作ダム建設地は串原発電所の約1キロメートル下流にあたり、ダム建設にあたって取水堰・水路・水槽・発電所建屋など全施設がダム湖に水没する位置であった。発電所建屋が水没する段戸川の和戸発電所（旧・旭発電所）とともに水没補償対象とされ、ダム完成に先立つ1968年（昭和43年）9月6日付で和戸発電所とともに廃止された。

## 設備構成
取水口
串原発電所の取水堰（串原堰堤）は発電所から約7.6キロメートル上流にあった。堰堤は高さ4.24メートル・長さ54.5メートルの固定堰で、左端に魚道・流木路、右端に排砂門を設ける。取水口は堰の右岸（串原村字福原）に位置する。取水堰・取水口は仮発電所建設の段階で設置された。
導水路
取水口から水槽につながる導水路は全長5,757.0メートル。全体の6割がトンネルで、残りは蓋渠・開渠・水路橋で構成される。仮発電所建設の段階で建設された部分は上流側2,821.8メートルで、残りは本発電所建設時に延長された部分である。沈砂池は2か所あり、第一沈砂池は取水口の200メートル下流に、第二沈砂池は仮発電所水槽を改造したもので導水路途中に位置する。なお水路の勾配は取水口から第一沈砂池までの区間が1,000分の1、それ以外は1,500分の1である。
水圧鉄管
水槽から水車発電機へ水を落とす水圧鉄管は、長さ132.73メートルで2条設置。これらの水路工作物で得られる有効落差は70.6メートルである。
水車発電機
水車発電機は2台設置で、水車は横軸単輪複流渦巻フランシス水車を採用。発電機は容量3,750キロボルトアンペア・周波数60ヘルツのものを備える。いずれも日立製作所製。なお仮発電所の設備はフォイト製前口フランシス水車ならびにシーメンス製2,500キロワット発電機各1台であった。
発電所建屋
発電所建屋は平面積740平方メートルの鉄筋コンクリート構造3階建て。